# Friedrich Spengler
Friedrich Spengler (* 8. September 1869 in Gotha; † 20. Oktober 1940 in Meiningen) war ein deutscher Gewerkschafter und Politiker (SPD).

## Leben und Beruf
Spengler war von 1899 bis 1904 als Gastwirt in Gotha tätig. Er engagierte sich gewerkschaftlich und wurde 1899 Vorsitzender des Gewerkschaftskartells in Gotha. 1919/20 arbeitete er als Krankenkassenangestellter in Salzungen.

## Politik
Spengler trat während der Zeit des Deutschen Kaiserreiches in die Sozialdemokratische Partei Deutschlands (SPD) ein. Er war von 1900 bis 1904 Landtagsabgeordneter im Herzogtum Sachsen-Coburg-Gotha und von 1919 bis zu seiner Mandatsniederlegung im Jahre 1920 Landtagsabgeordneter im Freistaat Sachsen-Meiningen.